# 1988 en football
Cet article présente les faits marquants de l'année 1988 en football.

## Janvier
- 2 janvier : Championnat d'Espagne : à Santiago Bernabéu, le Real Madrid s'impose 2-1 sur le FC Barcelone. Hugo Sánchez inscrit deux buts en faveur du Real.
- 4 janvier : l'INF, basé à Vichy depuis 1972, s'implante à Clairefontaine.

## Mars
- 12 mars : tragédie du Stade Dasarath Rangasala au Népal.
- 27 mars : le Cameroun remporte la deuxième Coupe d'Afrique des nations (CAN) de son histoire en battant le Nigeria en finale. L'Algérie se classe 3e en battant le Maroc.
- 31 mars : Paolo Maldini inaugure sa première sélection en équipe d'Italie, lors d'un match amical face à la Yougoslavie.

## Avril
- 30 avril, Championnat d'Espagne : au Camp Nou, le FC Barcelone s'impose 4-1 sur le Real Madrid. Les buts sont inscrits par Francisco José Carrasco et Gary Lineker.

## Mai
- 11 mai : le club belge du FC Malines remporte la Coupe des coupes après une victoire 1-0 en finale sur l'Ajax Amsterdam. Il s'agit du premier titre continental pour le FC Malines.
  - Article détaillé : Coupe d'Europe des vainqueurs de coupe 1987-1988
- 18 mai : le Bayer Leverkusen remporte la Coupe de l'UEFA face à l'Espanyol Barcelone. C'est la première Coupe de l'UEFA remportée par Leverkusen.
- 25 mai : le PSV Eindhoven remporte la Ligue des champions aux tirs au but face au Benfica. Il s'agit de la première Coupe des clubs champions européens remportée par le PSV Eindhoven.

## Juin
- 11 juin : le FC Metz remporte la Coupe de France pour la deuxième fois de son histoire. Le FC Sochaux termine finaliste de l'épreuve. Il faut procéder à une séance de Tirs au but avant de pouvoir départager les deux équipes.

- 11 juin : inauguration de l'INF Clairefontaine
- 25 juin : les Pays-Bas remportent le championnat d'Europe des nations après une victoire 2-0 en finale face à l'Union soviétique.

## Juillet
- 4 juillet : la FIFA confie aux États-Unis l'organisation du Coupe du monde 1994.
- 20-30 juillet : La cinquième et dernière édition du Mundialito est organisée en Italie. La victoire finale revient à l’Angleterre, qui bat en finale l'Italie.

## Août
- 31 août : Thomas Häßler reçoit sa première sélection en équipe d'Allemagne, à l'occasion d'un match face à la Finlande. Cette rencontre compte pour les éliminatoires de la Coupe du monde 1990.

## Octobre
- 12 octobre : l'équipe de France des moins de 21 ans est championne d'Europe.
- 22 octobre, Championnat d'Espagne : à Santiago Bernabéu, le Real Madrid s'impose sur le score de 3-2 face au FC Barcelone. Le FC Barcelone menait pourtant 1-0 à la mi-temps.

## Novembre
- 5 novembre, Championnat de France : large victoire du Racing Club de Lens sur le Stade Malherbe de Caen (5-0).
- 16 novembre : première sélection en équipe d'Italie pour Roberto Baggio lors du match Italie - Pays-Bas.

## Décembre
- 9 décembre : l'Entente Sportive Sétifienne remporte la Coupe d'Afrique des clubs champions.

## Principaux champions nationaux
- Le Werder Brême remporte le championnat d'Allemagne.
- Liverpool remporte le championnat d'Angleterre.
- Le Real Madrid remporte le championnat d'Espagne.
- L'AS Monaco remporte le championnat de France.
- Le Milan AC remporte le championnat d'Italie.
- Le FC Bruges remporte le championnat de Belgique.
- Le PSV Eindhoven remporte le championnat des Pays-Bas.
- Neuchâtel Xamax remporte le championnat de Suisse.

## Naissances
Plus d'informations : Liste d'acteurs du football nés en 1988.
- 2 janvier : Jonny Evans, footballeur anglais.
- 5 janvier : Nikola Kalinić, footballeur croate.
- 16 janvier : Nicklas Bendtner, footballeur danois.
- 17 janvier : Héctor Moreno, footballeur mexicain.
- 20 janvier : Jeffrén Suárez, footballeur espagnol.
- 20 janvier : Elderson Uwa Echiejile, footballeur nigérian.
- 1er février : Renato Augusto, footballeur brésilien.
- 3 février : Kamil Glik, footballeur polonais.
- 14 février : Ángel Di María, footballeur argentin.
- 15 février : Rui Patricio, footballeur portugais.
- 16 février : Andrea Ranocchia, footballeur italien.
- 25 février : Milan Badelj, footballeur croate.
- 29 février : Benedikt Höwedes, footballeur allemand.
- 1er mars : Nolan Roux, footballeur français.
- 5 mars : Liassine Cadamuro, footballeur algérien.
- 10 mars : Ivan Rakitić, footballeur croate.
- 11 mars : Fábio Coentrão, footballeur portugais.
- 11 mars : Sebastián Ribas, footballeur uruguayen.
- 12 mars : Kóstas Mítroglou, footballeur grec.
- 17 mars : Fraser Forster, footballeur anglais.
- 27 mars : Atsuto Uchida, footballeur japonais.
- 12 avril : Ricardo Álvarez, footballeur argentin.
- 13 avril : Anderson, footballeur brésilien.
- 15 avril : Steven Defour, footballeur belge.
- 28 avril : Juan Mata, footballeur espagnol.
- 4 mai : Radja Nainggolan, footballeur belge.
- 10 mai : Adam Lallana, footballeur anglais.
- 12 mai : Marcelo, footballeur brésilien.
- 23 mai : Angelo Ogbonna, footballeur italien.
- 26 mai : Luís Neto, footballeur portugais.
- 26 mai : Juan Cuadrado, footballeur colombien.
- 27 mai : Birkir Bjarnason, footballeur islandais.
- 27 mai : Celso Borges, footballeur costaricien.
- 1er juin : Javier Hernández, footballeur mexicain.
- 2 juin : Sergio Agüero, footballeur argentin.
- 2 juin : Takashi Inui, footballeur japonais.
- 8 juin : Sokratis Papastathopoulos, footballeur grec.
- 12 juin : Eren Derdiyok, footballeur suisse.
- 16 juin : Davide Di Gennaro, footballeur italien.
- 18 juin : Islam Slimani, footballeur algérien.
- 2 juillet : Lee Chung-yong, footballeur sud-coréen.
- 3 juillet : James Troisi, footballeur australien.
- 3 juillet : Winston Reid, footballeur néo-zélandais.
- 14 juillet : James Vaughan, footballeur anglais.
- 16 juillet : Sergio Busquets, footballeur espagnol.
- 19 juillet : Alexandre Oukidja, footballeur algérien.
- 25 juillet : Paulinho, footballeur brésilien.
- 6 août : Simon Mignolet, footballeur belge.
- 9 août : Willian, footballeur brésilien.
- 9 août : Igor Smolnikov, footballeur russe.
- 16 août : Ismaïl Aissati, footballeur néerlandais.
- 21 août : Robert Lewandowski, footballeur polonais.
- 22 août : Artyom Dziouba, footballeur russe.
- 26 août : Lars Stindl, footballeur allemand.
- 2 septembre : Javi Martínez, footballeur espagnol.
- 3 septembre : Jérôme Boateng, footballeur allemand.
- 4 septembre : Alexandre Chadrine, footballeur ouzbek  († 21 juin 2014)..
- 19 septembre : Pavel Mamaev, footballeur russe.
- 8 octobre : Diego Costa, footballeur espagnol.
- 13 octobre : Vaclav Pilar, footballeur tchèque.
- 15 octobre : Mesut Özil, footballeur allemand.
- 16 octobre : Zoltan Stieber, footballeur hongrois.
- 29 octobre : Andy King, footballeur gallois.
- 19 novembre : Júlio Tavares, footballeur cap-verdien.
- 28 novembre : Lloyd Palun, footballeur gabonais.
- 1er décembre : Papy Djilobodji, footballeur sénégalais.
- 6 décembre : Nils Petersen, footballeur allemand.
- 10 décembre : Wilfried Bony, footballeur ivoirien.
- 10 décembre : Simon Church, footballeur gallois.
- 15 décembre : Steven Nzonzi, footballeur français.
- 16 décembre : Mats Hummels, footballeur allemand.
- 17 décembre : Yann Sommer, footballeur suisse.
- 19 décembre : Alexis Sánchez, footballeur chilien.

## Décès
Plus d'informations : Liste d'acteurs du football morts en 1988.
- 1er janvier : décès à 67 ans de György Nemes, international hongrois.
- 20 janvier : décès à 85 ans de Kaj Andrup, joueur danois devenu entraîneur.
- 22 février : décès à 62 ans de Carmelo Albaladejo, joueur espagnol.
- 25 février : décès à 85 ans de Leopold Drucker, international autrichien devenu entraîneur.
- 13 mars : décès à 77 ans de Patesko, international brésilien ayant remporté 2 Championnat d'Uruguay.
- 19 mars : décès à 65 ans de Sabino Barinaga, joueur espagnol devenu entraîneur. Il fut également sélectionneur du Maroc.
- 26 mars : décès à 22 ans de Laurent Fourrier, joueur français[1].
- 18 avril : décès à 78 ans de Camille Cottin, international français devenu entraîneur[2].
- 18 avril : décès à 80 ans d'Antonín Puč, international tchécoslovaque.
- 20 mai : décès à 78 ans de Víctor Unamuno, joueur espagnol ayant remporté 3 Championnat d'Espagne et 4 Coupe d'Espagne.
- 24 mai : décès à 89 ans de Ramón Bruguera, joueur espagnol ayant remporté 3 Coupe d'Espagne.
- 4 juin : décès à 60 ans de Vicente Seguí, joueur espagnol.
- 27 juin : décès à 79 ans de Louis Versyp, international belge devenu entraîneur.
- 3 août: décès à 90 ans de Vic Watson, international anglais.
- 7 septembre : décès à 94 ans de Raymond Dubly, international français[3]
- 26 septembre : décès à 59 ans de Branko Zebec, international yougoslave ayant remporté la médaille d'or aux Jeux olympiques de 1952, le Championnat de Yougoslavie 1960 et 3 coupe de Yougoslavie puis comme entraîneur 2 Championnat d'Allemagne et la Coupe d'Allemagne 1969.
- 9 octobre : décès à 80 ans de Pál Titkos, international hongrois devenu entraîneur. Il fut également sélectionneur de l'Egypte ayant remporté la CAN 1959.
- 1er novembre : décès à 64 ans d'André Sorel, joueur puis entraîneur français[4].
- 7 novembre : décès à 69 ans de Ramón Homedes, joueur espagnol.
- 8 novembre : décès à 76 ans d'Oskar Rohr, international allemand ayant remporté le Championnat d'Allemagne en 1932 et la Coupe de Suisse en 1934.
- 15 novembre : décès à 70 ans d'Antoni Montserrat, joueur espagnol.
- 4 décembre : décès à 67 ans d'André Facchinetti, international suisse ayant remporté le Championnat de Suisse 1946 la Coupe de Suisse 1949.
- 5 décembre : décès à 81 ans de Gust Brouwers, joueur belge.
- 11 décembre : décès à 55 ans de Guy Simon, joueur français[5].
- 22 décembre : décès à 19 ans de Vincent Sattler, joueur français[6].

## Liens
- RSSSF : Tous les résultats du monde